# إرنست لوبيتش
كان إرنست لوبيتش ( 29يناير 1892 - 30 نوفمبر 1947) مخرجًا ومنتجًا وكاتبًا وممثلًا ألمانيًا أمريكيًا. منحته أعماله المؤدبة في كوميديا الأخلاق سمعة مخرج هوليوود الأكثر أناقة ورقيًا؛ مع نمو مكانته، أصبح يُروج لأفلامه على أنها تملك «لمسة لوبيتش». من أعماله الأكثر شهرة: تروبل إن بارادايس، ودبزاين فور ليفينغ، ونينوتشكا، وذا شوب أرواند ذا كورنر، وتو بي أور نوت تو بي، وهيفن كان ويت (الجنة يمكن أن تنتظر).
في عام 1946، حصل على جائزة الأوسكار الفخرية لمساهماته المتميزة في فن الأفلام السينمائية.

## بداية حياته
وُلد لوبيتش في 29 يناير عام 1892 في برلين، ألمانيا، والدته هي آنا (اسم عائلتها قبل الزواج ليندنشتيت) ووالده هو سيمون لوبيتش الذي كان خياطًا. كانت عائلته من اليهود الأشكناز. وُلد والده في مدينة غرودنو في الامبراطورية الروسية، وتنحدر أمه من فريتسن خارج برلين. ترك لوبيتش أعمال والده في الخياطة ليدخل في المسرح، وبحلول عام 1911، أصبح عضوًا في المسرح الألماني تحت إدارة ماكس راينهارد.

## مهنته

### أعماله الأولى، 1921-1913
في عام 1913، حقق ظهوره السينمائي الأول كممثل في فيلم ذا آيديال وايف. ثم تخلى تدريجيًا عن التمثيل ليصب تركيزه على الإخراج. ظهر كممثل في نحو ثلاثين فيلمًا بين عامي 1912 و1920. وكان آخر ظهور له كممثل في الفيلم الدرامي سومورون عام 1920، أمام كل من بولا نيغري وبول فيغنر، وهو من تولى إخراج هذا الفيلم أيضًا.
في عام 1918، حقق بصمته الأولى كمخرج مهم في فيلم داي أوغن دير مامي ما (عيون المومياء) من بطولة بولا نيغري. تناوبت أفلام لوبيتش بين الكوميديا التخيلية والدراما التاريخية واسعة النطاق، وقد تلقى كل منهما نجاحًا عالميًا كبيرًا. بلغت سمعته كخبير كبير في السينما العالمية ذروةً جديدة بعد إطلاق عروضه الكبرى مدام دو باري (غُير العنوان بالإنجليزية إلى باشون، 1919) وآنا بولين (ديسيبشن، 1920). لاقى كل من هذين الفيلمين توزيعًا أمريكيًا مع أوائل عام 1921. وقد اختِيرا مع فيلمه كارمن (الذي صدر بعنوان جيبسي بلود في الولايات المتحدة عام 1921) من قبل صحيفة نيويورك تايمز في قائمتها لأهم 15 فيلمًا لعام 1921.
مع حصوله على تقييمات متألقة، وتدفق الأموال الأمريكية نحوه، أسس لوبيتش شركته الخاصة للإنتاج وبدأ العمل على فيلمه المذهل ذي الميزانية المرتفعة ذا لوفز أوف فاراو(1921). أبحر لوبيتش إلى الولايات المتحدة لأول مرة في ديسمبر عام 1921 في ما كان من المقرر له أن يكون جولة طويلة من الدعاية وتقصي الحقائق المهنية، وأن تُتوج تلك الجولة في العرض الأول لفيلم فاراو في فبراير. لكن، ومع الأحداث الأخيرة للحرب العالمية الأولى، ووجود عدد كبير من إصدارات «الموجة الجديدة» الألمانية للأفلام التي تعدّت على موارد رزق عمال السينما الأمريكيين، لم يحظ لوبيتش باستقبال سارّ. اختصر رحلته بعد أكثر من ثلاثة أسابيع بقليل وعاد إلى ألمانيا. ولكنه كان قد رأى ما يكفي من صناعة السينما الأمريكية ليعرف أنها تتفوق في مواردها على الشركات الألمانية المتقشفة.

## روابط خارجية
- إرنست لوبيتش على موقع IMDb (الإنجليزية)
- إرنست لوبيتش على موقع الموسوعة البريطانية (الإنجليزية)
- إرنست لوبيتش على موقع روتن توميتوز (الإنجليزية)
- إرنست لوبيتش على موقع مونزينجر (الألمانية)
- إرنست لوبيتش على موقع ألو سيني (الفرنسية)
- إرنست لوبيتش على موقع تيرنر كلاسيك موفيز (الإنجليزية)
- إرنست لوبيتش على موقع أول موفي (الإنجليزية)
- إرنست لوبيتش على موقع قاعدة بيانات الأفلام السويدية (السويدية)
- إرنست لوبيتش على موقع إن إن دي بي (الإنجليزية)
- إرنست لوبيتش على موقع قاعدة بيانات الفيلم (الإنجليزية)